# Christian Frederik Knuth til Store Grundet
 Der er flere personer med dette navn, se Christian Frederik Knuth.
Christian Frederik greve Knuth (10. oktober 1862 i Sorø – 7. november 1936 i København) var en dansk jurist og godsejer.
Han var søn af ejer af Store Grundet Johan Sigismund greve Knuth (søn af Julius Knuth) og Johanne Charlotte Louise von Lüttichau, blev 1880 student fra Metropolitanskolen, 1887 cand.jur. og samme år ejer af Store Grundet, som han solgte 1909. Han blev 1897 hofjægermester, 1911 ansat i Forsikringsselskabet »Danmark«s brandforsikringsafdeling, 1914 som inspektør. Knuth var 1906-10 formand i Kystkommissionen for Vejle Amt.
Knuth ægtede 18. maj 1894 i Sankt Mortens Kirke Sigrid Lorck (23. marts 1869 i Høng – 20. oktober 1910 i Vejlby), datter af læge, senere overlæge i Hæren, etatsråd Lorentz Lorck og Odalie "Oda" Leontine Kemp.